# Hachirō Kasuga
Hachirō Kasuga (jap. 春日 八郎 Kasuga Hachirō), właściwie Minoru Watabe (jap. 渡部 実 Watabe Minoru), (ur. 9 października 1924 w Aizubange, zm. 22 października 1991 tamże) – japoński piosenkarz enka; pierwszy obok Michiya Mihashi wykonujący ten gatunek muzyczny. 

## Życiorys
Hachirō przyszedł na świat w Tōdera, dzielnicy miasteczka Aizubange (właśc. Aizu-Bange) 9 października 1924. W dzieciństwie zaczął interesować się tradycyjną japońską muzyką popową, w tym m.in. twórczością Ichirō Fujiyamy.   
W 1947 roku dołączył do Shinjuku Moulin Rouge, rozpoczynając przy tym karierę w branży muzycznej, a także podpisał kontrakt z wytwórnią King Records. W 1968 roku otrzymał nagrodę specjalną za całokształt swojej twórczości na gali Japan Record Awards, a w 1973 roku wygrał Grand Prix na National Arts Festival. 
W 1989 roku otrzymał Medal Honoru z Fioletową Wstążką, przyznawany za osiągnięcia artystyczne. 
Szacowany nakład ze sprzedaży wszystkich albumów Hachirō Kasugi wynosi ponad 70 milionów egzemplarzy w samej Japonii, jednak dane te nie zostały potwierdzone przez Recording Industry Association of Japan, stowarzyszenie przyznające oficjalne certyfikaty za sprzedaż wydawnictw muzycznych w tymże kraju.
Zmarł w rodzinnym mieście 22 października 1991, w wieku 67 lat.